# Hugo Romay
Hugo Antonio Romay Salvo (Montevideo, 7 de junio de 1937 - Miami 2 de mayo de 2016) fue un empresario, fundador del segundo canal de televisión abierta de Uruguay, considerado otro de los pioneros del medio televisivo en el país.

## Biografía
Hijo de Carlos Romay, doctor y pionero de la radiodifusión, fundador de CX 20 Radio Monte Carlo y de Elvira Salvo,
Después de que el Poder Ejecutivo a instancias del Consejo Nacional de Gobierno le otorgará la señal para explotar un canal de televisión, en 1961 fundó junto a su madre Monte Carlo Televisión Canal 4, el segundo canal de televisión de Uruguay. Posteriormente crearía e impulsaría otros medios que se irían agrupando en el conglomerado Grupo Monte Carlo.
Además de fundar Monte Carlo lo gestionó hasta su fallecimiento, en 2016.  